# Джемуха
Джемуха — река в России, протекает в Железноводском и Минераловодском городских округах Ставропольского края. Длина реки составляет 24 км, площадь водосборного бассейна 187 км².
Начинается к югу от горы Железной. Течёт сначала на восток через лес, потом на север через населённые пункты Змейка, Бородыновка, Ленинский и по юго-восточной окраине города Минеральные Воды. Устье реки находится в 633 км по правому берегу реки Кума.

## Данные водного реестра
По данным государственного водного реестра России относится к Западно-Каспийскому бассейновому округу, водохозяйственный участок реки — Кума от истока до впадения реки Подкумок. Речной бассейн реки — Бессточные районы междуречья Терека, Дона и Волги.
Код объекта в государственном водном реестре — 07010000312108200001747.